# 로베르토 인시녜
로베르토 인시녜(이탈리아어: Roberto Insigne, 1994년 5월 11일 ~ )는 아벨리노에서 뛰는 이탈리아의 축구 선수이다.
그는 2012년 12월 6일에 열린 PSV 에인트호번과의 UEFA 유로파리그 경기에서 나폴리 소속 첫 경기를 치뤘고 2013년 1월 13일에 열린 팔레르모전에서 늦은 시간에 교체 선수로 출전하며 세리에 A 데뷔전을 치렀다.
그는 토론토 FC에서 뛰는 로렌초 인시녜의 남동생이다.